# Max Schmeling
Max Adolph Otto Siegfried Schmeling (Klein Luckow, 28 settembre 1905 – Wenzendorf, 2 febbraio 2005) è stato un pugile e attore tedesco.
Fu campione mondiale dei pesi massimi dal 1930 al 1932. I suoi due match con Joe Louis nel 1936 e nel 1938 ebbero un'eco mediatica a livello planetario.

## Biografia

### Carriera pugilistica

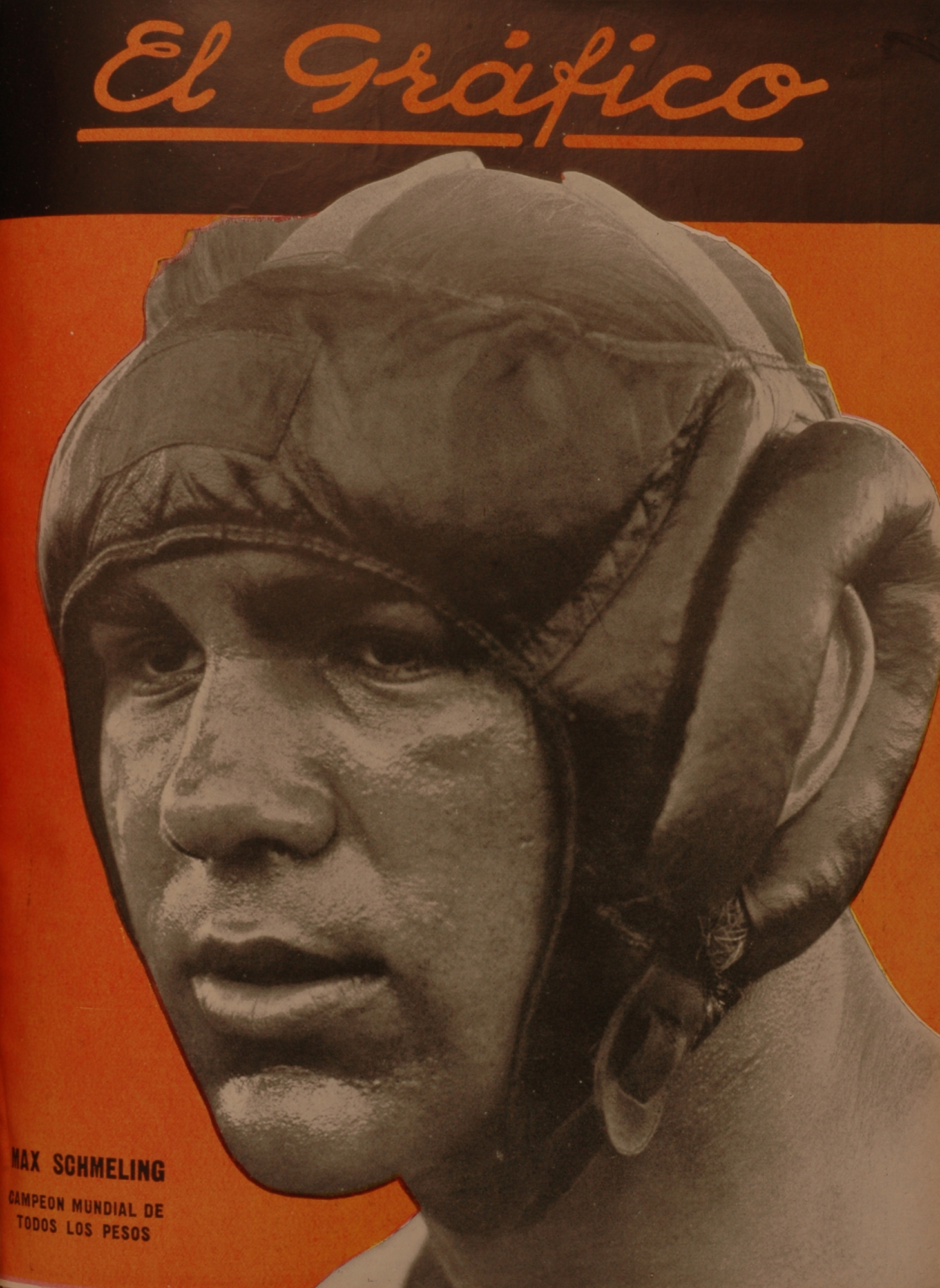
Max Schmeling sulla copertina del mensile argentino El Gráfico, luglio 1931

Iniziò la carriera professionistica nel 1924. Al secondo incontro da professionista mise fuori combattimento alla terza ripresa Piet Van der Veer a cui, nel 1923, Erminio Spalla aveva strappato il titolo europeo dei pesi massimi. Nel 1927 conquistò il titolo europeo dei mediomassimi a spese del belga Fernand Delarge e poi lo difese vittoriosamente due volte. 
L'anno successivo si trasferì negli Stati Uniti dove combatté nei pesi massimi. Nel 1929 batté per KO al nono round Johnny Risko e questo match fu riconosciuto come Fight of the year dalla rivista Ring Magazine. 
Nel 1930, a New York, Schmeling affrontò Jack Sharkey per l'assegnazione del titolo mondiale dei massimi, lasciato vacante da Gene Tunney. Vinse per squalifica alla quarta ripresa a causa di un colpo basso infertogli dall'avversario e conquistò il titolo mondiale. Fu il primo europeo a indossare la cintura mondiale dei massimi e per tale impresa fu nominato Fighter of the year dell'anno 1930.
Un anno dopo, Schmeling difese con successo il titolo sconfiggendo per KO al 15º round Young Stribling. Anche questo match fu nominato Fight of the year dalla rivista Ring Magazine per il 1931. Il 21 giugno 1932 incontrò nuovamente Sharkey e fu sconfitto ai punti in quindici riprese, con decisione contrastata ma dovette cedergli il titolo. 
L'8 giugno 1933, Schmeling fu sconfitto per knock-out tecnico alla decima ripresa dallo statunitense Max Baer, che ostentava una stella di David sui pantaloncini, in una sorta di semifinale per il titolo mondiale di cui nel frattempo si era impossessato l'italiano Primo Carnera. Il match fu riconosciuto Fight of the year per il 1933. L'anno successivo fu sorprendentemente sconfitto ai punti dal comprimario Steve Hamas e questa volta l'incontro fu definito Sorpresa dell'anno da Ring Magazine.
Questa sconfitta relegò Schmeling fuori dal palcoscenico della grande boxe per un paio d'anni. Nel frattempo stava sorgendo la "stella" dell'afroamericano Joe Louis, autore di una serie di fulminee vittorie per KO. Louis aveva messo KO Carnera e poi anche Max Baer, che aveva strappato la corona mondiale a Carnera ma poi l'aveva persa con James J. Braddock. Il nuovo campione del mondo Braddock però, ostentando dolori fisici, evitava di salire sul ring con il "bombardiere nero". A Louis non rimase che affrontare Max Schmeling, che accettò di buon grado per rientrare nel grande giro.

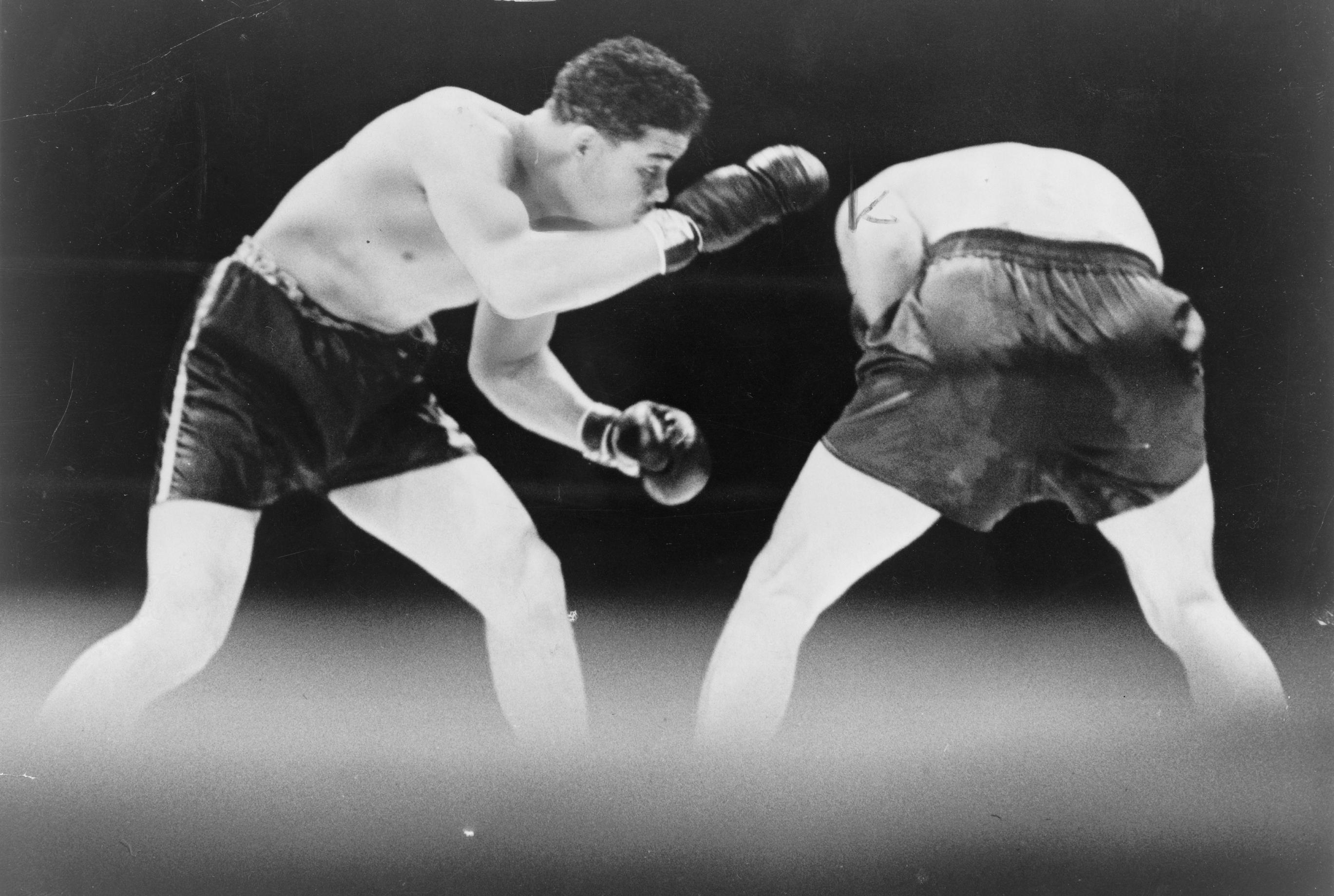
Joe Louis vs. Max Schmeling, 1936

Il 29 maggio 1936, a New York, in un sorprendente match, Max Schmeling sovvertì i pronostici e mise fuori combattimento al 12º round l'astro nascente del pugilato. In effetti, Louis non si allenò troppo seriamente per il match con Schmeling, sottovalutando l'avversario più anziano. Diversamente, il tedesco preparò molto bene l'incontro. Studiò lo stile di combattimento di Louis, e pensò di avere scoperto un suo punto debole:l'abitudine di abbassare la mano sinistra dopo un colpo.
Schmeling combatté i primi tre round usando principalmente dei jab, e tenendo la guardia alta. Louis rimase sorpreso dallo stile aggressivo del rivale. Nella quarta ripresa, un potente destro del tedesco colpì Louis al viso, che finì al tappeto per la prima volta in carriera. Lo statunitense riportò poi una ferita particolarmente grave agli occhi. Al dodicesimo round, Schmeling, in vantaggio considerevole, colpì l'avversario con un destro al corpo, seguito da un altro montante alla mascella. Louis crollò al tappeto per il conteggio complessivo e l'arbitrò decretò la vittoria di Schmeling. Fu l'unica sconfitta per KO di Joe Louis prima di allora; l'unico altro KO lo subì a fine carriera per mano di Rocky Marciano, quindici anni dopo. Il match fu contemporaneamente definito Fight of the year e Sorpresa dell'anno 1936 da Ring Magazine.
Dopo aver sconfitto Louis, Schmeling si aspettava un match per il titolo con James J. Braddock, ma il campione in carica fornì altre scuse per non salire sul ring a difendere la cintura. Principalmente, i suoi manager dichiararono che Braddock fosse sensibile alle richieste delle leghe anti-naziste degli Stati Uniti di boicottare il pugile tedesco. Il match, già calendarizzato, fu così annullato. Braddock, però, non poté a questo punto evitare di affrontare Louis.
Il 22 giugno 1937 a Chicago, Joe Louis conquistò la cintura mondiale mandando Braddock KO all'ottavo round e dopo un anno mise in palio il titolo contro Max Schmeling. Il secondo confronto tra i due pugili fu definito dai media "La Battaglia del secolo", a causa delle implicazioni ideologiche e sociali dell'epoca. Schmeling non era membro del Partito nazista e – sebbene fiero della propria nazionalità germanica – negò sempre le affermazioni naziste circa la superiorità della razza ariana e dell'inferiorità di neri ed ebrei. Inoltre, Schmeling mantenne il proprio manager ebreo, Joe Jacobs, nonostante numerose "pressioni" da parte del governo tedesco, e rifiutò una decorazione nazista offertagli da Adolf Hitler.
Tuttavia, quando nel giugno 1938 Schmeling arrivò a New York  per l'incontro, era in compagnia di un addetto stampa membro del Partito nazista. Questi rilasciò dichiarazioni razziste alla stampa, come per esempio che "un negro non avrebbe mai potuto sconfiggere Schmeling" e che "appena Schmeling avesse vinto il match, il suo premio in denaro sarebbe stato impiegato per costruire dei carri armati in Germania per il Reich". Inoltre, poche settimane prima della sfida, lo stesso Louis fu ricevuto alla Casa Bianca dal Presidente Franklin D. Roosevelt che gli disse: «Joe, abbiamo bisogno di muscoli come i tuoi per sconfiggere la Germania».

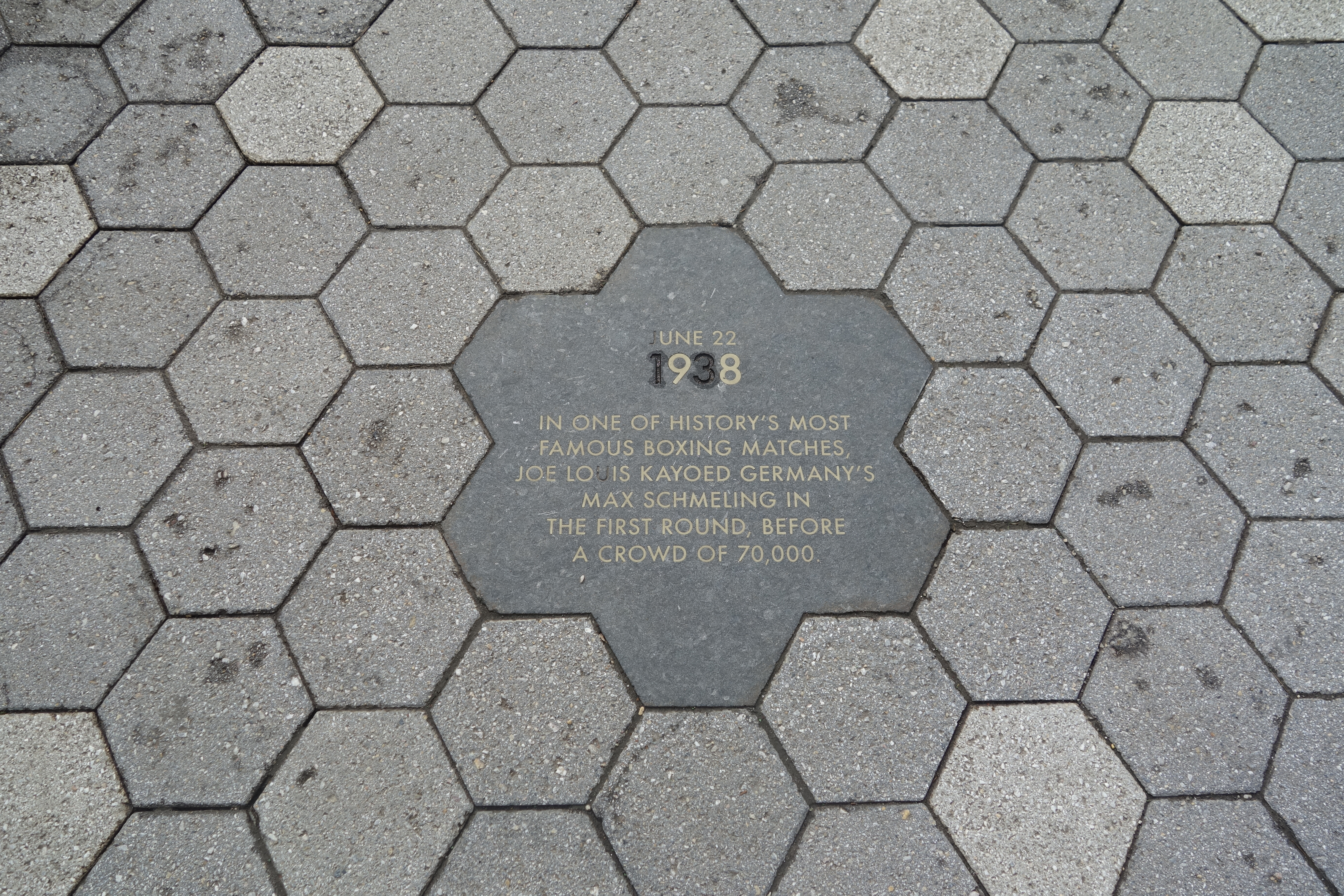
Mattonella in ricordo del secondo incontro Louis-Schmeling in Ruppert Plaza, New York

L'incontro si svolse il 22 giugno 1938, allo Yankee Stadium di New York. Tra gli oltre 70.000 fan presenti c'erano anche celebrità quali Clark Gable, Douglas Fairbanks, Gary Cooper, Gregory Peck, e J. Edgar Hoover. L'incasso della serata fu di 1.015.012 di dollari.
Dopo soli pochi secondi dal suono del gong, Louis scatenò la propria superiore potenza fisica su Schmeling. L'arbitro Arthur Donovan fermò il match per la prima volta dopo un minuto e mezzo dall'inizio, quando Louis mise a segno una combinazione di cinque ganci sinistri e un colpo al fianco facendo urlare di dolore l'avversario. Dopo aver rimandato Louis al suo angolo, Donovan fece ripartire il combattimento, ma Louis colpì subito l'avversario con un potente destro al volto facendolo andare al tappeto. Schmeling riuscì ad alzarsi al conto di "3". A seguito di altri colpi ricevuti, il tedesco crollò nuovamente al tappeto, alzandosi al conto di "2". Con l'avversario ormai privo di difese, Louis mandò al tappeto Schmeling per la terza volta. Il secondo di Schmeling, Max Machon, gettò un asciugamano sul ring in segno di resa – sebbene secondo il regolamento dello Stato di New York, questo non significasse il termine del match. L'arbitro effettuò ugualmente il conteggio e dichiarò Joe Louis vincitore per Kot al primo round.
Sonoramente sconfitto, Schmeling dovette restare ricoverato in ospedale per dieci giorni. Louis aveva tirato 41 pugni nel match, 31 dei quali andati a segno. Schmeling era stato in grado di portare solo due colpi.

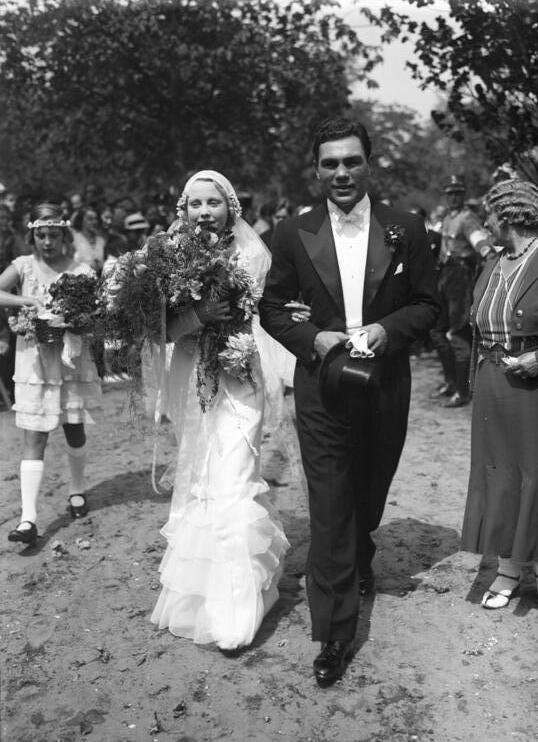
Matrimonio tra Max Schmeling e l'attrice cecoslovacca Anny Ondra

Nella sua autobiografia, Schmeling descrisse la reazione pubblica all'evento, raccontando di quando la sua ambulanza passò per le strade di Harlem diretta all'ospedale: «Mentre passavamo attraverso Harlem, c'erano rumorose folle danzanti. Le band musicali avevano lasciato i nightclub e i bar e stavano suonando e ballando sui marciapiedi e sulle strade. L'intera area era piena di festeggiamenti, rumori e sassofoni, continuamente punteggiati dalla chiamata del nome di Joe Louis». Negli anni successivi, Louis e Schmeling diventarono amici fuori dal ring, e la loro amicizia durò fino alla morte dello statunitense avvenuta il 12 aprile 1981. 
Dopo la sconfitta del 1938, Schmeling tornò comunque in Germania dove gli furono tributati onori e ricevette varie onorificenze al merito. Nel 1939 conquistò il titolo europeo battendo ai punti il connazionale Adolf Heuser. 
Nel corso della seconda guerra mondiale Schmeling fu arruolato come paracadutista nella Luftwaffe ed il 20 maggio 1941 fu paracadutato su Creta con il suo reparto nella battaglia per la conquista dell'isola. Nel dopoguerra ha combattuto ancora quattro volte, con due vittorie e due sconfitte. Si è ritirato nel 1949.
Max Schmeling è morto a 99 anni, nel 2005. La International Boxing Hall of Fame lo ha riconosciuto fra i più grandi pugili di ogni tempo. La rivista Ring Magazine lo ha classificato al 55º posto in un proprio elenco dei primi 100 picchiatori di ogni epoca. Nel 1998 la medesima rivista lo ha collocato al 19º posto in una propria classifica dei migliori pesi massimi della storia del pugilato.

### Vita privata e carriera cinematografica

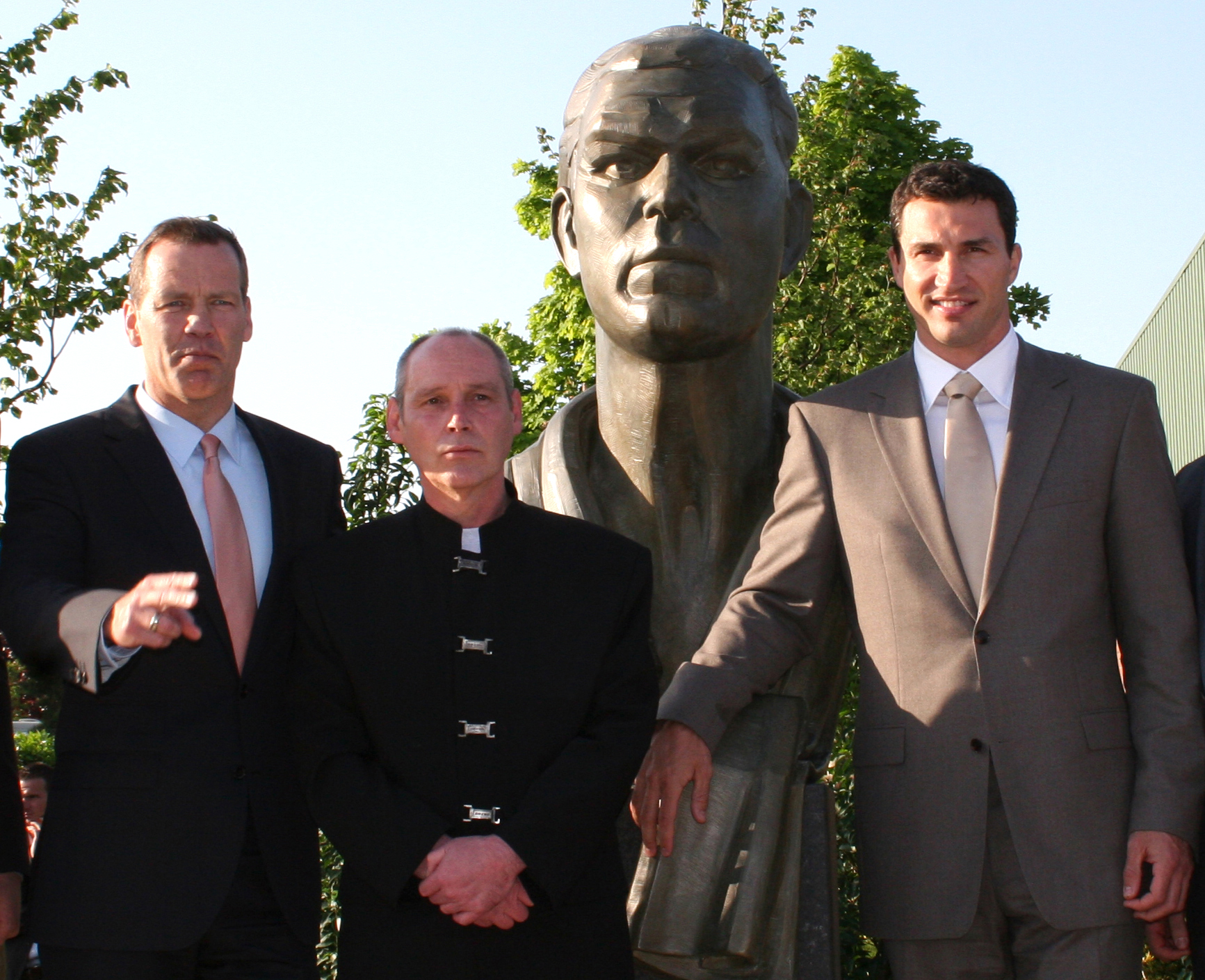
Henry Maske, Carsten Eggers e Volodymyr Klyčko all'inaugurazione del monumento a Max Schmeling, 31 maggio 2010

Max Schmeling appare in numerosi filmati d'archivio ma anche in film o documentari. Fece pure l'attore: fu protagonista nel 1930 di Liebe im Ring, una pellicola diretta da Reinhold Schünzel dove aveva come partner l'attrice Renate Müller. Fu il primo di una breve serie di film, girati sia per il cinema che per la televisione. 
Nel 1933 sposò l'attrice hitchcockiana Anny Ondra alla quale restò legato sino alla morte di lei, avvenuta nel 1987. La coppia non ebbe figli.

## Riferimenti nella cultura di massa
- La rivalità sportiva tra Max Schmeling e Joe Louis è stata il soggetto del film tv Ring of Passion, girato nel 1978, cioè quarant'anni dopo gli eventi, con Bernie Casey nella parte di Louis e Stephen Macht nella parte di Schmeling.[20]

- Nel 2010 è uscito un film dedicato al grande pugile tedesco, la cui parte fu interpretata dal connazionale Henry Maske campione olimpico a Seul 1988 nei pesi medi e mondiale dei pesi mediomassimi negli anni novanta. Per interpretare la parte Maske ha sostenuto diversi mesi di lezioni di recitazione. Le critiche sulla sua interpretazione, tuttavia, sono state in gran parte negative[21].

- Nello stesso anno, alla presenza dello stesso Maske e del campione del mondo in carica dei pesi massimi, Volodymyr Klyčko, è stato inaugurato un monumento al grande Max Schmeling, di cui è autore lo scultore Carsten Eggers.

## Filmografia

### Attore
- Liebe im Ring, regia di Reinhold Schünzel (1930)
- Knock out come divenni campione (Knockout - Ein junges Mädchen, ein junger Mann), regia di Carl Lamac e Hans H. Zerlett (1935)
- Das große Spiel, regia di Robert Adolf Stemmle (1942)